# Піхота димова
Піхота димова (пол. piechota dymowa) — була сформована Сеймом 1673 після захоплення Поділля турками, початку тривалої війни. Для поповнення чисельності компутового війська окрім піхоти ланової був введений набір рекрутів серед міщан. За середньовічною традицією однією з головних ознак володіння будинком було підтримання у ньому домашнього вогнища, тож загосподаровані і заселені будинки рахували по димарях — «димах», що і дало назву піхоті. До піхоти належало набрати одного піхотинця з 20 домів у містах королівських і володіннях духовних осіб та з 30 домів у володіннях шляхти. За взірець для їхнього обмундирування і озброєння були підрозділи іноземного ауторименту війська Речі Посполитої.
Під час Повстання Костюшка майже половину його 300-тисячного війська становили рекрути з міст.